# براين فوكس
براين فوكس (بالإنجليزية: Brian Fox)‏ من مواليد 1959. هو مبرمج أمريكي، وكاتب، ومدافع عن البرمجيات الحرة. وهو المؤلف الأصلي لبرنامج جنو باش في عام 1989.